# Chiesa di San Salvatore (Iglesias)
La chiesa del Cristo Salvatore (comunemente chiamata di San Salvatore) è un edificio religioso di epoca bizantina ubicato nella periferia di Iglesias. La pianta della chiesa è cruciforme, similmente alla coeva chiesa di Santa Croce a Ittireddu.

## Storia e descrizione

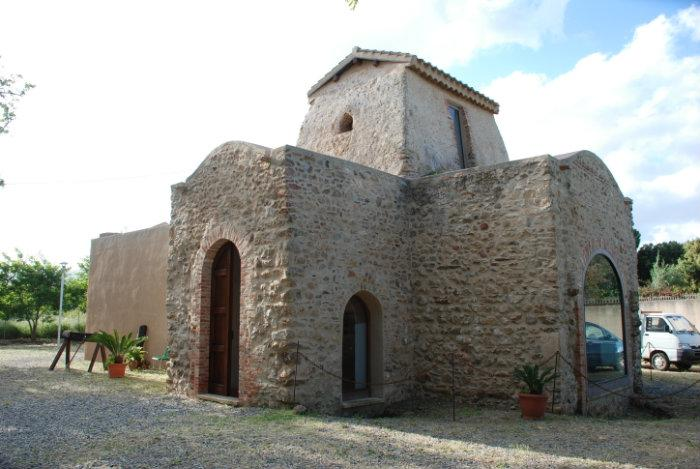
La chiesa

Costruita tra il IX e l'XI secolo, la chiesa testimonia la presenza di un abitato nei pressi di Iglesias già a partire dall'Alto Medioevo. 
L'edificio rispecchia gli schemi costruttivi presenti in altri edifici di culto di medie dimensioni con pianta cruciforme, eretti localmente dall'Impero bizantino in prossimità di centri in via di sviluppo. Il complesso è essenziale, sulla facciata a spiovente spicca il portale con arco che scarica sulle murature perimetrali. La pianta è a croce latina, in cui la navata incrocia il transetto per poi chiudersi con dei segni di ammorsatura, in corrispondenza dei quali oggi una vetrata simula l'antica abside.
Le pitture murali interne sono andate perdute.